# Jean Tirole
Jean Tirole (ur. 9 sierpnia 1953 w Troyes) – francuski ekonomista.
Jean Tirole jest profesorem na Uniwersytecie w Tuluzie, zajmuje się badaniami w dziedzinie karteli i monopoli, teorią gier, bankowością i finansami oraz ekonomią i psychologią.
W 2014 r. został wyróżniony Nagrodą Erwina Pleina Nemmersa w dziedzinie ekonomii. W 2014 otrzymał też Nagrodę Banku Szwecji im. Alfreda Nobla w dziedzinie ekonomii za „analizę siły rynku oraz regulacji”.